# IMac G5
L'iMac G5 è un computer all-in-one prodotto da Apple Inc. dal 2004 al 2006, sostituisce l'iMac G4 ed è stato sostituito dagli iMac Intel.
Si basa sul processore PowerPC G5, nella sua versione 970FX.

## Caratteristiche
La caratteristica che più ha stupito durante la presentazione dell'iMac G5 sono le dimensioni. L'intero computer è inglobato nel monitor LCD, spesso 5 centimetri. Pur essendo un computer molto sottile, l'iMac è dotato di un processore PowerPC G5 funzionante a 1.6, 1.8 e 2 GHz. Il bus di sistema funziona a un terzo della frequenza del processore, quindi è nettamente più lento del bus di sistema di un Power Mac G5 che quindi a parità di processore sarà sicuramente più veloce di un iMac G5. L'iMac è dotato anche di un'unità ottica posta lateralmente e di un disco rigido di tipo Serial ATA. Ha 5 porte USB, due Firewire e le classiche uscite video e audio. È predisposto per la tecnologia AirPort e dispone di due casse integrate. È disponibile con monitor da 17 e 20 pollici LCD. L'iMac è uno dei computer più silenziosi prodotti da Apple, genera meno di 25 dB di rumore. A confronto, per esempio, una frase bisbigliata a 50 centimetri da un orecchio genera 30 dB di rumore. Il computer è disponibile unicamente nel colore bianco e la linea ricorda molto quella dell'iPod. Una delle caratteristiche che ha fatto più discutere è stata la scheda grafica. Apple ha dotato i primi modelli di iMac di una scheda grafica NVIDIA GeForce FX 5200 Ultra con 64MB di SDRAM DDR. Secondo alcuni utenti questa scheda grafica è modesta e può rappresentare il collo di bottiglia nel caso di applicazioni che richiedano grafica tridimensionale (tipo i videogiochi). Successivamente sono state introdotte le ATI Radeon X600 Pro, dalle prestazioni più elevate. L'unità ottica può essere sia Combo (combinato, masterizzatore CD e lettore DVD) sia SuperDrive (masterizzatore CD e DVD). È il primo computer ad essere presentato come complemento dell'iPod (Apple nel suo sito dice "Dai creatori di iPod il nuovo iMac G5").

## Versioni

### Prima generazione
Il 31 agosto 2004 è stata commercializzata la prima generazione. I processori sono clockati a 1.6 GHz o 1.8 GHz sul 17 pollici, mentre il 20 pollici è disponibile solo in versione 1.8 GHz.

### Ambient Light Sensor
Il 3 maggio 2005 gli iMac G5 vengono aggiornati aggiungendo un sensore di luminosità nella griglia degli altoparlanti, in modo tale che la luminosità del display fosse regolata automaticamente in relazione alla luce ambientale. I processori sono clockati a 1.8 GHz e 2.0 GHz sul 17 pollici, mentre il 20 pollici è disponibile solo in versione 2.0 GHz.
Sono muniti di una nuova unità ottica SuperDrive 8X con supporto Dual Layer, Gigabit Ethernet integrato, scheda WI-FI 54 Mbit/s, bluetooth, e 512MB di memoria e nuovo sistema video ATI Radeon 9600 con 128MB di memoria video. Vengono poi preinstallati iLife‘05 e Mac OS X Tiger.
La novità più interessante è la nuova scheda grafica, una ATI Radeon 9600 con 128 Mbyte di RAM dedicata. Questa scheda grafica usa un processore grafico in sostanza equivalente al NVIDIA GeForce FX 5200 Ultra montato sul modello precedente. La maggior quantità di RAM (128 invece dei precedenti 64) invece permette al nuovo sistema operativo Mac OS X Tiger di sfruttare con maggior efficacia il sottosistema grafico Core Image. Questo sottosistema grafico è in grado di sgravare il processore da molte elaborazioni grafiche ma per funzionare al meglio richiede una generosa dotazione di memoria RAM.

### iSight
Il 13 ottobre 2005 gli iMac G5 subiscono un piccolo restyling grafico che ne riduce lo spessore, introduce la webcam iSight e cambia la disposizione delle porte sul retro.

Viene introdotto il processore PowerPC G5 da 1,9 GHz e FSB a 633 MHz per il modello da 17 pollici e processore da 2,1 GHz e FSB a 700 MHz per il modello da 20 pollici. Entrambi i sistemi sono equipaggiati con una GPU PCI Express, nella fattispecie la Radeon X600 Pro per i primo modello e la Radeon X600XT per il secondo. Aggiunta della videocamera iSight integrata nella scocca con preinstallato il programma per foto Photo Booth e dell'Apple Remote, un telecomando con relativo programma (Front Row) di controllo preinstallato. Inoltre il computer viene dotato del Mighty Mouse il primo mouse Apple non monotasto.

## Galleria d'immagini

Viste
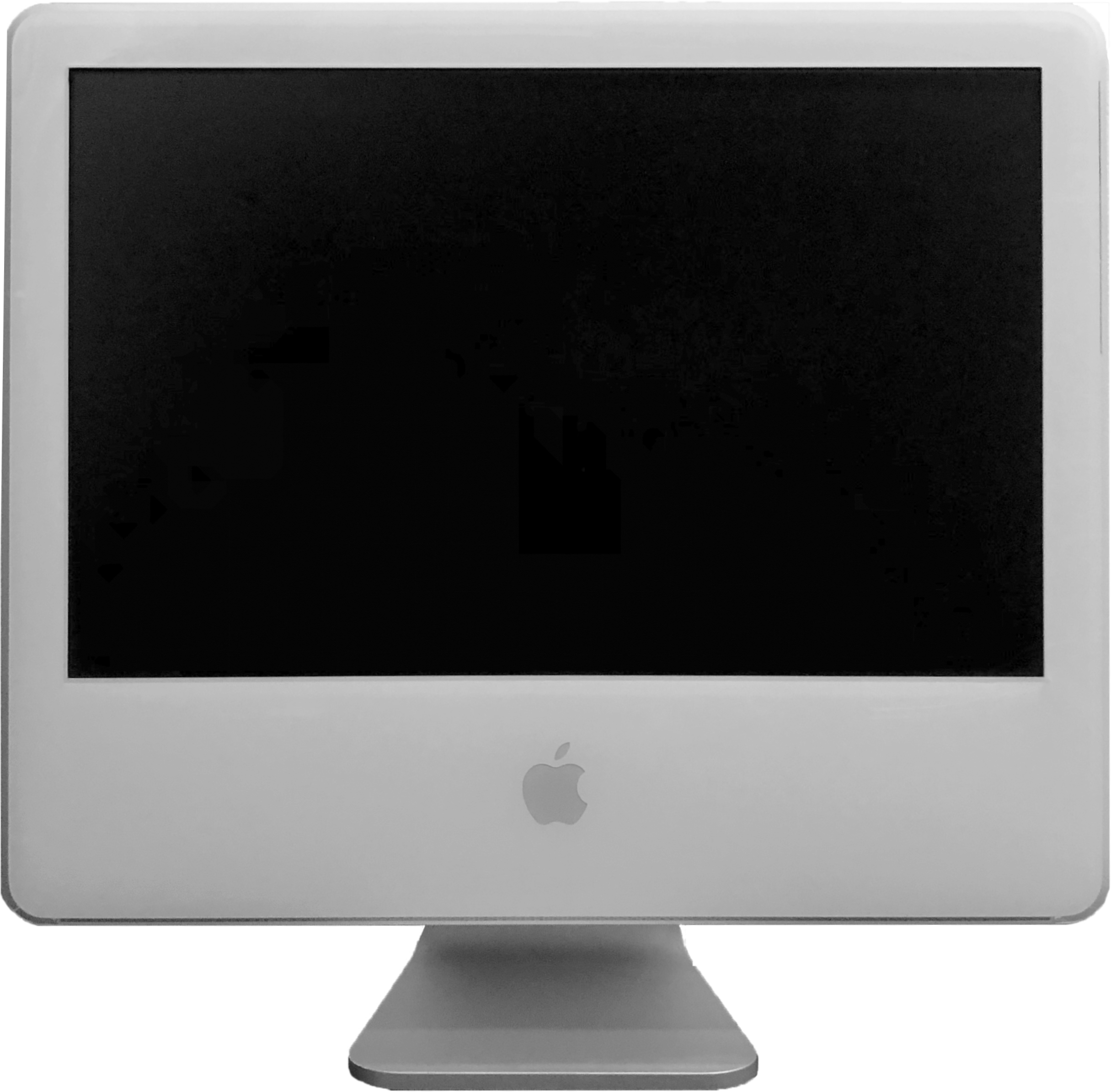
Frontale
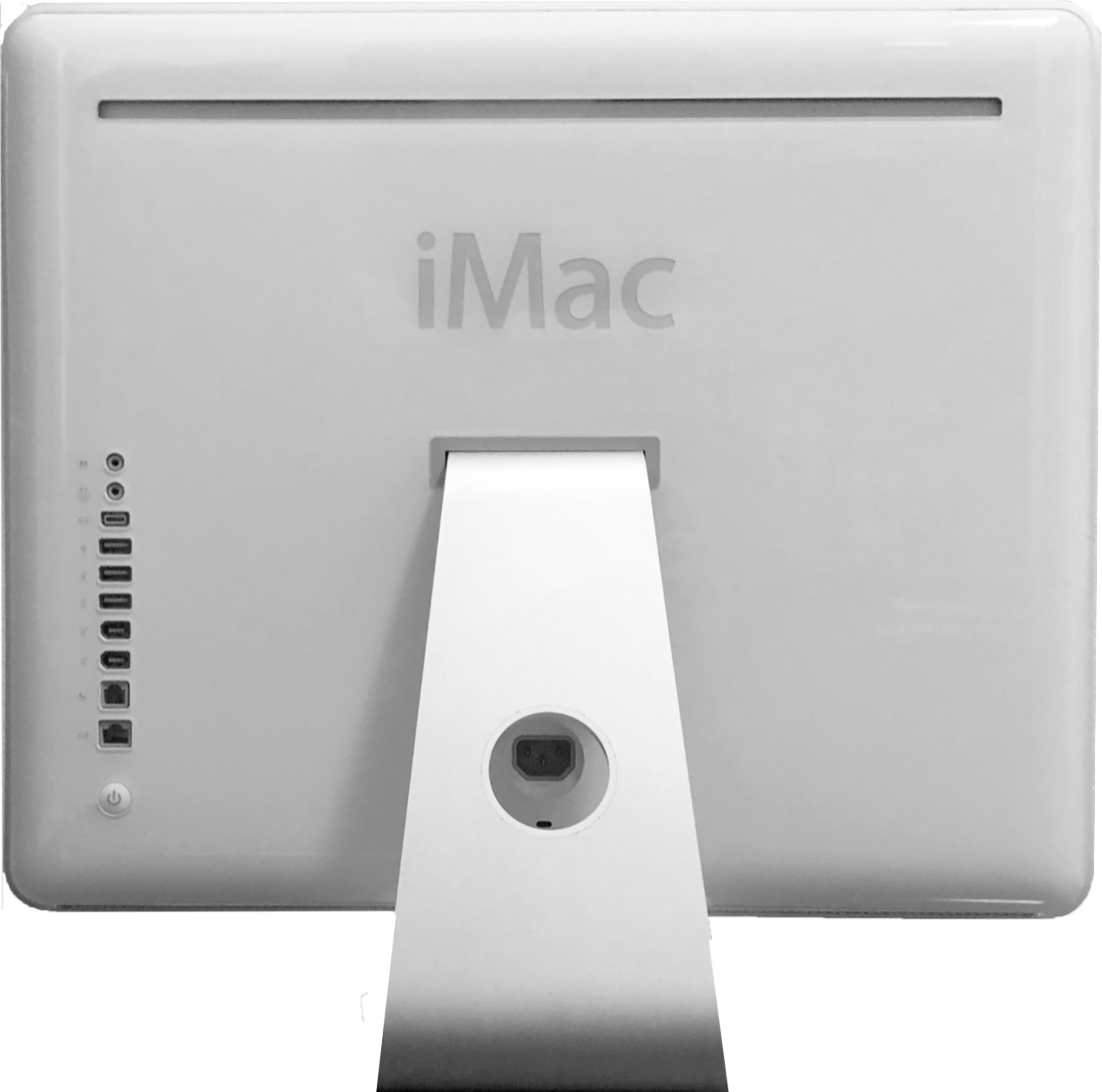
Posteriore